# Комедзано-Чидзаго
Комедза̀но-Чидза̀го (на италиански: Comezzano-Cizzago, на източноломбардски: Comesà Sisàch, Комеза Сизак) е малко градче и община в Северна Италия, провинция Бреша, регион Ломбардия. Разположено е на 107 m надморска височина. Населението на общината е 3854 души (към 2013 г.).